# Tourte voyageuse
Ectopistes migratorius
Pour les articles homonymes, voir tourte.
Ne doit pas être confondu avec Pigeon voyageur.
Genre
Espèce
Synonymes
- Columba migratoria

Statut de conservation UICN

 EX  : Éteint
La tourte voyageuse, pigeon migrateur ou colombe voyageuse (Ectopistes migratorius) est une espèce d'oiseaux, aujourd'hui éteinte.
La tourte voyageuse, espèce endémique sur le continent nord-américain, y était présente en très grand nombre  au début du XIXe siècle, ses effectifs étant évalués à trois voire cinq milliards d'individus, selon certaines estimations, rien que dans les États de l'Indiana, de l'Ohio et du Kentucky. L'espèce fut exterminée en seulement quelques dizaines d'années, principalement par les agriculteurs qui la considéraient comme nuisible pour leurs récoltes. Le zoologiste Albert Hazen Wright signala en 1914 que la toute dernière représentante de l'espèce, une femelle baptisée Marta, était morte dans sa cage au zoo de Cincinnati dans l'Ohio le 1er septembre de la même année,,.

## Description
La tourte voyageuse est assez différente de la plupart des autres pigeons. Longue de 32  à   40 centimètres,,  aérodynamique, elle avait la tête, les ailes et la queue effilées. Cette morphologie permettait à l'oiseau de voler vite, avec agilité.
Le bec était noir, les pattes rouges. Les parties supérieures étaient gris bleuâtre, avec des reflets métalliques sur le cou. Le poitrail et le haut du ventre étaient rouge-orangé, et le bas ventre ainsi que les sous-caudales étaient blanches.

## Répartition géographique

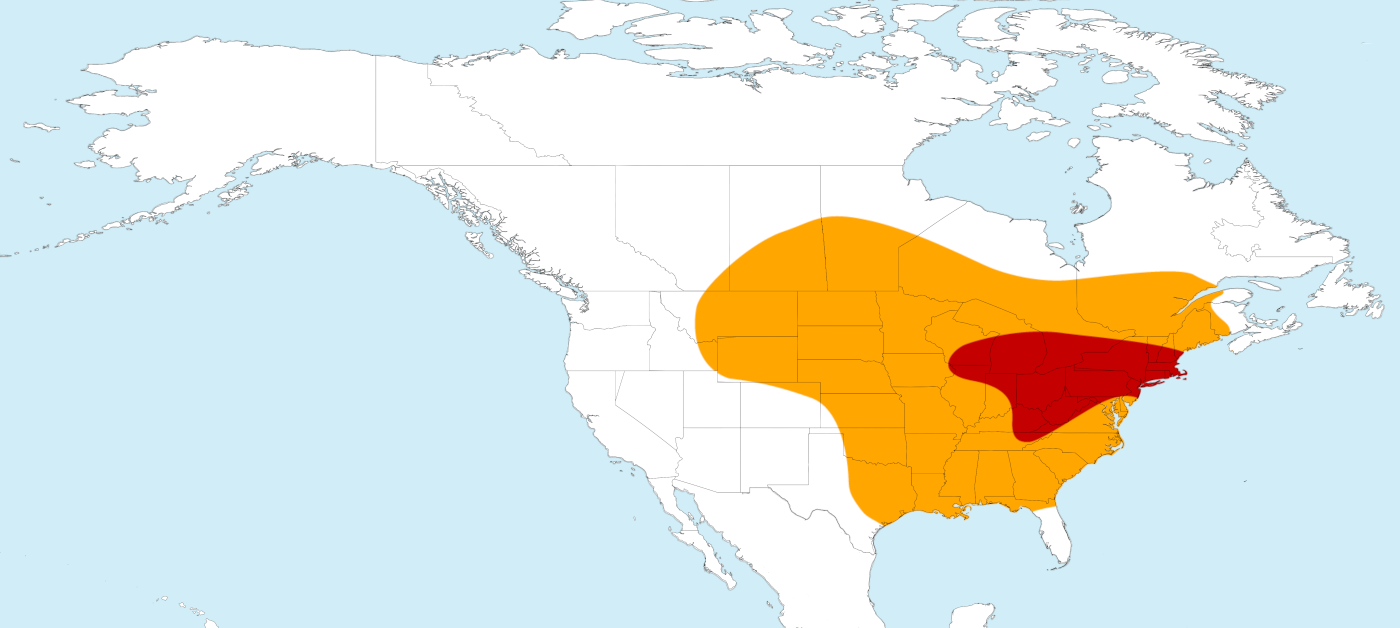
Zones de nidification
Zones d'hivernage

Au Canada, la tourte était abondante dans le sud-est du pays et a été historiquement aperçue dans sept provinces du pays, soit le Québec, l'Ontario, la Saskatchewan, le Manitoba, l'Île-du-Prince-Édouard, le Nouveau-Brunswick et la Nouvelle-Écosse[source insuffisante].

## Taxonomie
Le nom valide complet (avec auteur) de ce taxon est Ectopistes migratorius (Linnaeus, 1766).
L'espèce a été initialement classée dans le genre Columba sous le protonyme Columba migratoria Linnaeus, 1766.
Ce taxon porte en français le nom vernaculaire ou normalisé suivant : Tourte voyageuse.
Ectopistes migratorius a pour synonyme :
- Columba migratoria Linnaeus, 1766

## Alimentation
Présentes en très grand nombre, les tourtes voyageuses consommaient des fruits secs de toutes sortes, parfois des fruits charnus, des graines, des insectes et d'autres invertébrés.

## Comportement

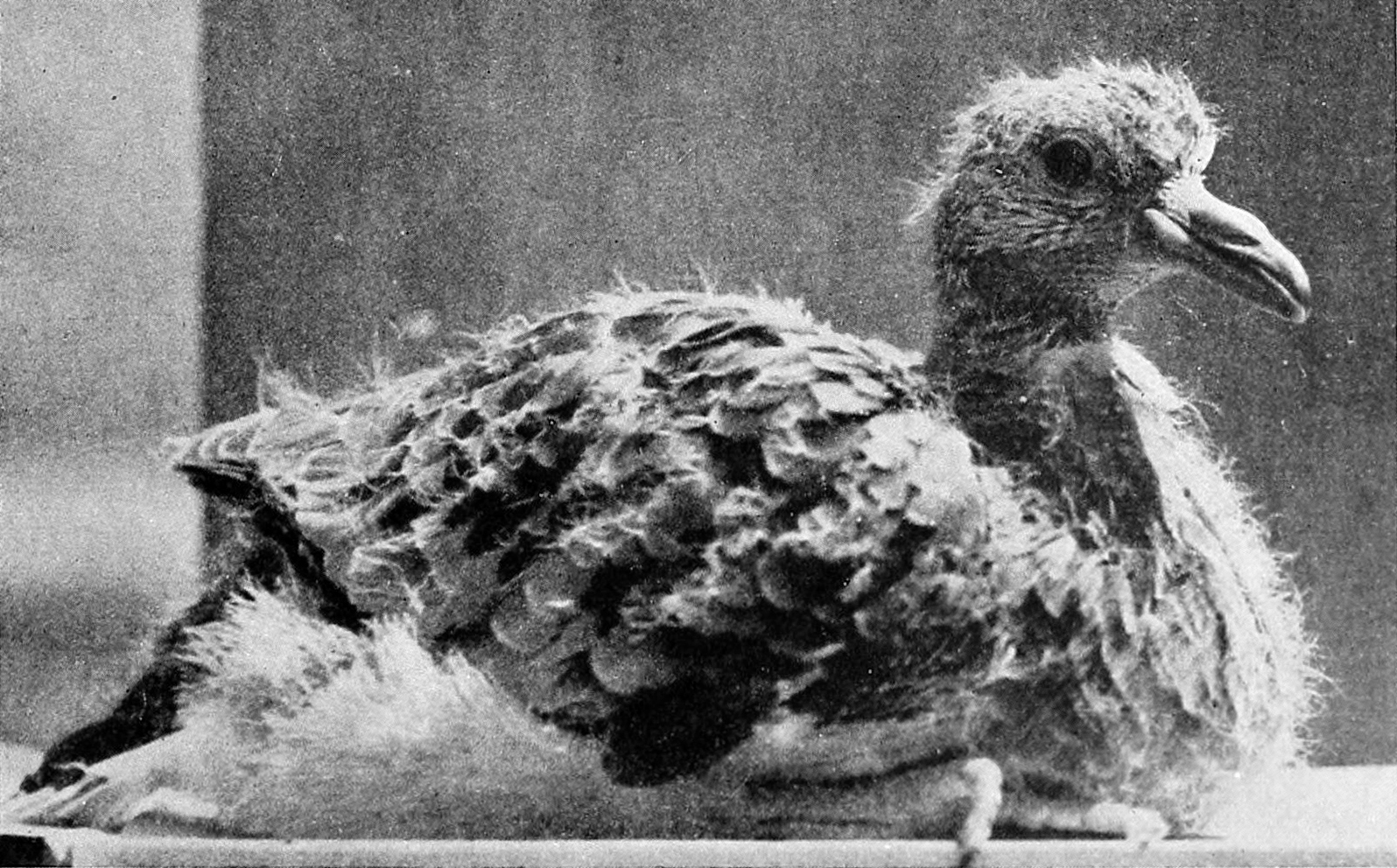
Un juvénile.

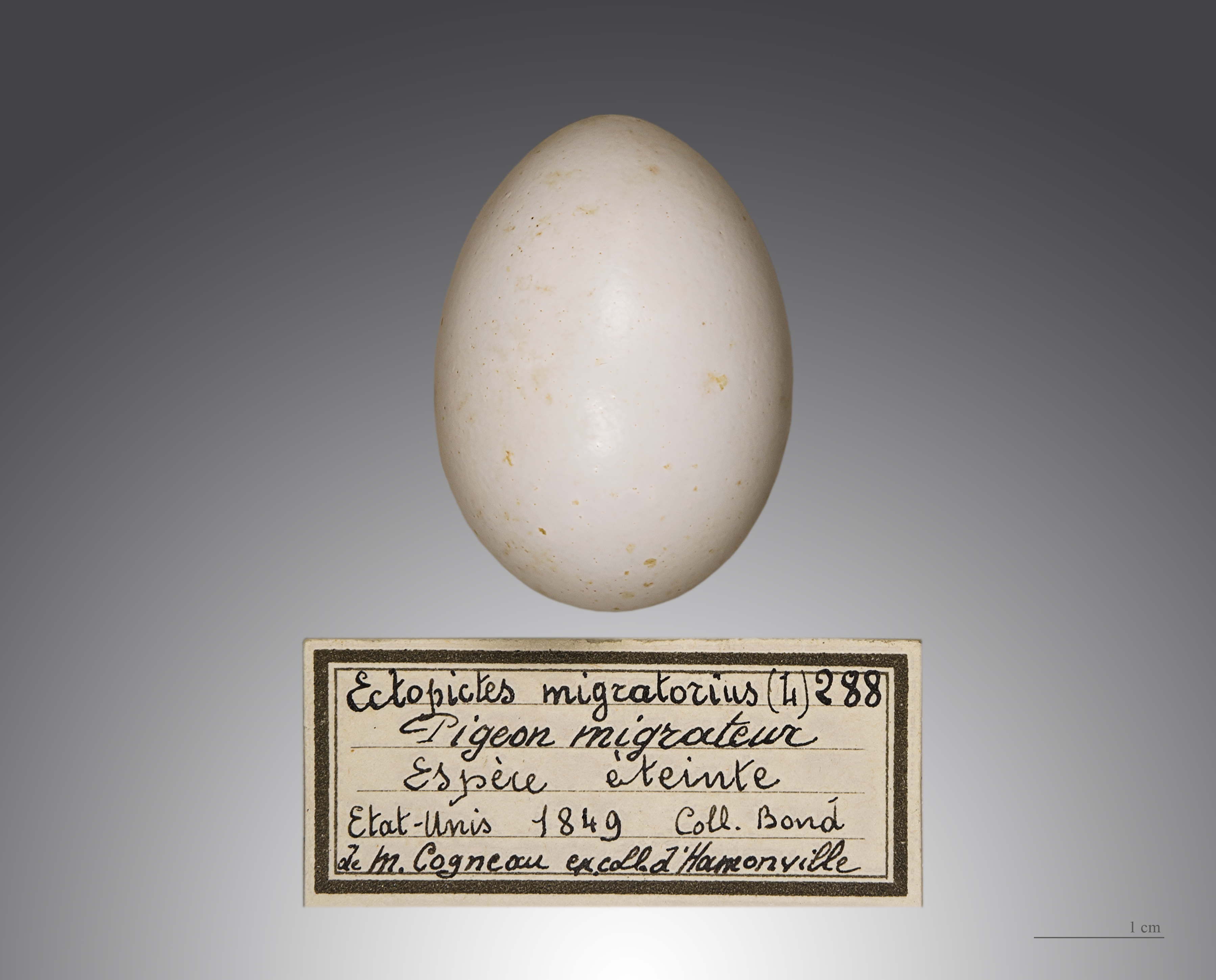
Ectopistes migratorius - Muséum de Toulouse.

Les tourtes voyageuses nichaient en immenses colonies s'étendant souvent sur des kilomètres carrés. Les plus grandes recensées couvraient soixante-cinq kilomètres carrés mais on estime que la norme était d'une quinzaine de kilomètres carrés. Le nid, léger et peu solide, était composé de brindilles et accueillait un seul œuf blanc. Le pic de nidification se situait en avril et mai, la saison des nids se situant de mars à septembre.
Les deux parents participaient à la couvaison d'un unique œuf, et les adultes prenaient soin de leur poussin jusqu'à ce qu'il ait deux semaines. Alors les parents s'en allaient, quittant le nid. Le juvénile bien dodu, après avoir appelé en vain un certain temps, se laissait tomber au sol où il commençait à chercher sa nourriture, et prenait finalement son envol trois jours plus tard.

## Premières descriptions
Les premières descriptions de vols compacts de tourtes voyageuses sont saisissantes. En 1759, Pehr Kalm écrivait :
« Au printemps 1749, venant du nord, il arriva en Pennsylvanie et au New Jersey un nombre incroyable de ces pigeons. La nuée qu'ils formaient en vol s'étendait sur une longueur de trois à quatre miles et une largeur de plus d'un mile, et ils volaient si serrés que le ciel et le Soleil en étaient obscurcis, la lumière du jour diminuant sensiblement sous leur ombre.

Sur une distance pouvant aller jusqu'à sept miles, les grands arbres aussi bien que les petits en étaient tellement envahis qu'il était difficile de trouver une branche qui n'en était pas couverte. Quand ils s'abattaient sur les arbres, leur poids était si élevé que non seulement des grosses branches étaient brisées net, mais que les arbres les moins solidement enracinés basculaient sous la charge. Le sol sous les arbres où ils avaient passé la nuit était totalement couvert de leurs fientes, amassées en gros tas. »
Vers 1810, Alexander Wilson estime qu'un seul vol comprenait plus de deux milliards d'oiseaux et en 1871 encore, une concentration de cent trente six millions de pigeons niche sur un territoire de deux mille deux cents kilomètres carrés au Wisconsin.
Dans les années 1830, Jean-Jacques Audubon rédige son célèbre récit :
« Le ciel était littéralement rempli de pigeons, la lumière de midi était obscurcie comme par une éclipse ; les fientes pleuvaient comme des flocons de neige fondante. Les pigeons continuèrent à passer en nombre toujours aussi important durant trois jours consécutifs. »

## Extinction

Filet destiné à attraper des tourtes voyageuses à Sainte-Anne, dans le Bas-Canada, aquarelle de James Pattison Cockburn, 1829.

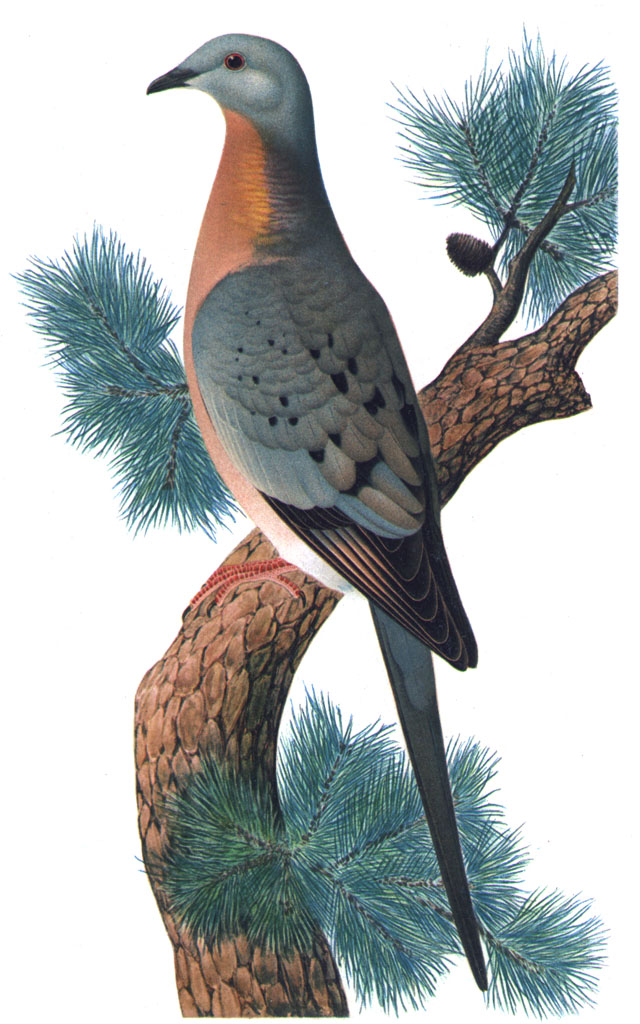
Dessin de 1920 d'une tourte voyageuse.

Durant des milliers d'années, les Amérindiens ont chassé ces oiseaux sans mettre l'espèce en péril.
Les tourtes voyageuses étaient si nombreuses qu'il paraissait inenvisageable que l'espèce entière disparût. Toutefois, l'espèce présentait des facteurs de risque : son mode de reproduction avec un seul oisillon par an passant ses premiers jours d'indépendance au sol où il était très vulnérable ; son aire de répartition relativement limitée au sud-est du Canada et au nord-est des États-Unis ; ses fortes densités propices aux épizooties et ses vols compacts et spectaculaires qui l'ont particulièrement exposée à la chasse systématique des colons européens et de leurs descendants. Il était en effet très facile d'atteindre ces oiseaux : il suffisait de pointer un fusil vers le ciel et de presser la détente à l'aveuglette et de manière répétée. On organisa des compétitions de chasse dont l'une offrait une récompense aux chasseurs qui abattaient plus de trente mille oiseaux. Dès lors, l'effectif du pigeon migrateur commença à s'effondrer. L'année 1878 fut la dernière à fournir un important tableau de chasse de cet oiseau.
S'ajoutaient à cela la destruction de leurs colonies par le feu, le déboisement intensif et probablement la maladie de Newcastle, due à un paramyxovirus qui s'attaque à l'appareil digestif et au système nerveux.
L'abattage de milliers de pigeons et la modification des milieux naturels, faisant plus rares les sources d'alimentation adéquates, ont probablement aussi joué un rôle dans le déclin de l'espèce. Il est possible qu'à partir du moment où les effectifs passèrent sous un certain seuil les migrations soient devenues erratiques, la recherche de riches fructifications de faines, glands et noisettes devenant plus ardue. Quand un site exceptionnellement bon était localisé, les oiseaux étaient attirés en grand nombre, mais les bonnes faînées et glandées se produisaient irrégulièrement dans le temps et l'espace ; les meilleures récoltes ne se produisaient que tous les deux à cinq ans. Il y avait une certaine production de faines chaque année, mais en des zones de plus en plus éloignées les unes des autres.
Vers le milieu du XIXe siècle le déclin devint perceptible aux humains. Durant les années 1870, on pouvait observer ces oiseaux voler en files séparées, et à la fin du siècle, l'espèce disparut à l'état sauvage. Quelques dizaines d'individus survécurent en captivité.
Des tentatives de sauvegarde de l'espèce eurent lieu, mais l'oiseau s'acclimatait très mal à la vie en captivité. Les tentatives se soldèrent par des échecs.
À partir de 1912, des récompenses étaient offertes à qui pourrait repérer une tourte à l'état sauvage. Il y a aujourd'hui, au Canada, six spécimens ayant été naturalisés avant l'extinction de l'espèce. Un de ces spécimens est dans une vitrine au Cégep régional de Lanaudière à Joliette, un autre au Parc régional de la Rivière-du-Nord à Saint-Jérôme, un autre au Musée régional d'Argenteuil à Saint-André-d'Argenteuil, un autre au Musée canadien de la nature, un autre au musée Redpath de Montréal et un autre dans la collection Arnaud de la Société historique de la Côte-Nord. Plusieurs exemplaires sont présentés dans des collections des musées français d'Autun, de Bordeaux, de Lille, de Nantes, d'Orléans et de Paris. En Suisse, un exemplaire est présenté dans l'exposition du Musée cantonal de zoologie à Lausanne.

## Biotechnologie pour la conservation
Les technologies de reproduction avancées qui existent pour les mammifères, comme le clonage, ne sont pas transférables aux oiseaux en raison des différences dans les stratégies de reproduction. Les technologies contribuant à la conservation des oiseaux restent loin derrière celles développées pour les mammifères. En 2022, Revive & Restore a lancé le programme de Biotechnologie pour la conservation des oiseaux, visant à faire progresser les méthodes de reproduction et de modification de gènes chez les oiseaux. À ce jour, 8 projets ont ainsi été financés, dirigés par des scientifiques aux États-Unis, en Allemagne, en Corée et au Japon. Les technologies développées dans le cadre du programme de Biotechnologie pour la conservation des oiseaux pourraient également faire progresser deux des projets fondateurs de Revive & Restore : la lutte contre les extinctions de tourte voyageuse et de Tympanuchus cupido cupido,

## Tourte et tourtière
Contrairement à la légende urbaine communément admise au Québec et ailleurs au Canada francophone, le pâté à la viande dénommé tourtière ne doit pas son nom au fait qu'il était cuisiné avec cet oiseau. À une certaine époque, il ne fait certes aucun doute que la tourte voyageuse a pu être massivement utilisée pour sa fabrication. Toutefois, le nom de l'oiseau provient du latin « turturella », qui a aussi donné tourterelle. Quant à « tourtière », ce mot descend du latin « torta » (« tordue », en référence à la pâte), qui a aussi donné « tourte » et « tarte ». La tourte et la tourtière sont des plats traditionnels en France, présents dans la plupart de ses régions comme la tourtière du Limousin.